# Феминистка философия
Феминистката философия се отнася до философията, към която е подходено от феминистка перспектива. Феминистката философия включва едновременно опит да се използва методологията на философията, за да разшири каузата на феминистките движения и в същото време опит да се критикуват и преоценят идеите на традиционната философия в една феминистка рамка.

## Известни автори
- Симон дьо Бовоар
- Джудит Бътлър
- Брача Етингер
- Джермен Гриър
- Карол Джилигън
- Патриша Хил Колинс
- Юлия Кръстева
- Елен Сиксу
- Дороти Смит
- Дона Харауей
- Сандра Хардинг
- Алисън Уили
- Мери Уолстоункрафт